# Enric Prat de la Riba
Enric Prat de la Riba i Sarrà (ur. 29 listopada 1870 w Castellterçol, zm. 1 sierpnia 1917 tamże) – hiszpański polityk, prawnik i pisarz. Katalończyk. Członek Centre Escolar Catalanista, gdzie sformułowano jedną z pierwszych definicji katalońskiego nacjonalizmu. Pierwszy przewodniczący Mancomunitat de Catalunya (1914–1917). Autor książek i manifestów politycznych przekonujących do zwiększenia autonomii Katalonii. W swojej książce "La Nacionalitat Catalana" sytuację Katalończyków porównał do sytuacji Polaków zniewolonych przez trzech zaborców.

## Życiorys
Absolwent Uniwersytetu Barcelońskiego (1893). Doktorat na uniwersytecie w Madrycie (1894).